# Льюис, Си Джей
Си Джей Лью́ис (англ. C.J. Lewis; полное имя Сти́вен Дже́ймс Лью́ис англ. Steven James Lewis;  род. 1967) — британский певец в стиле регги.
Его самым большим хитом стала кавер-версия композиции "Конфеты для моей Конфеты" (англ. "Sweets for My Sweet"), которую он выпустил как сингл в 1994 году и занял с ним 3 место в UK Singles Chart в том же году. Сингл был спродюсирован Филиппом Поттингером (англ. Phillip Pottinger) (творческий псевдоним Филипп Лео (англ. Phillip Leo)). Филипп Поттингер также спродюсировал дебютный альбом Си Джея Льюиса "Доллары" (англ. "Dollars"), который вышел в 1994 году и занял 44 место в UK Albums Chart. В записи альбома приняла участие британская певица Саманта Депасьюс (англ. Samantha Depasois).
Си Джей Льюис записал еще несколько синглов (например "R to the A", "Everything is Alright (Uptight)), которые попадали в UK Singles Chart в середине 90-стых.

## Дискография

### Альбомы
- Dollars & Bummers (Universal Records, 1994)
- Rough 'n' Smooth (Black Market, 1996)
- Non Stop C.J. (Universal/Polygram, 2002)
- Ki-Se-Ki: Cover Hits 2008 (Universal Japan, 2008)

### Синглы, попавшие в чарты
- "Sweets for My Sweet" (1994) UK #3[4]
- "Everything is Alright (Uptight)" (1994) UK #10
- "Best of My Love" (1994) UK #13
- "Dollars" (1994) UK #34
- "R to the A" (1995) UK #34